# دشوارترین بخش (ترانه بلاندی)
«دشوارترین بخش» دومین آهنگی از چهارمین آلبوم گروه موسیقی بلاندی، با آهنگ بخور، بود که به عنوان یک تک‌آهنگ در ایالات متحده به جای «آبی شهر متحد» عرضه می‌شد. دبی هری و کریس استین، گروه اصلی ترانه‌سرایی گروه، این آهنگ را نوشتند. «دشوارترین بخش» تنها در ایالات متحده، به عنوان یک تک‌آهنگ با موفقیت پایین، عرضه شد و به ردهٔ ۸۴ در بیلبورد هات ۱۰۰ رسید، که دلیل آن احتمالاً این بود که «مرا صدا بزن» در زمانی مشابه عرضه شده بود.

## فهرست آهنگ‌ها
‎US 7" (CHS 2408, February 1980)‎
1. «The Hardest Part» (دبرا هری، کریس استین) - ۳:۴۲
2. «Sound-A-Sleep» (دبرا هری، کریس استین) – ۴:۱۸

## جدول موسیقی
| جدول (۱۹۸۰)  | حد رتبه |
| ------------ | ------- |
| ایالات متحده | ۸۴      |